# Finanstilsynet
Finanstilsynet er en dansk myndighed, som hører under Erhvervsministeriet, som primært har til opgave at føre tilsyn med finansielle virksomheder samt med værdipapirmarkedet i Danmark.
Finanstilsynet blev dannet 1. januar 1988, da det daværende Tilsynet med Banker og Sparekasser (stiftet 1963) blev fusioneret med Forsikringstilsynet (stiftet 1981). Endnu tidligere dannedes i 1919 Banktilsynet, der hørte under Handelsministeriet.
Tilsynet med finansielle virksomheder omfatter pengeinstitutter, realkreditinstitutter, forsikringsselskaber, pensionskasser, forsikringsmæglere, Arbejdsmarkedets Tillægspension, Lønmodtagernes Dyrtidsfond, Arbejdsmarkedets Erhvervssygdomssikring, fondsmæglerselskaber og investeringsforeninger, mens tilsynet med værdipapirmarkedet omfatter tilsyn med fondsbørsen, værdipapirmæglervirksomheder, pengemarkedsmæglervirksomheder, clearingvirksomheder og værdipapircentraler.
Finanstilsynet ledes af en direktion på fem medlemmer. Direktøren står til ansvar overfor erhvervsministeren. 
Finanstilsynet har desuden sekretariatsfunktion for Terrorforsikringsrådet.

## Formænd
- Nina Dietz Legind 2020-[3]
- David Lando 2018-2020
- Henrik Ramlau-Hansen 2016-2018
- Mads Bryde Andersen 2014-2016

## Direktører
- Louise Mogensen 2023-[4]
- Jesper Berg 2015-2023
- Kristian Vie Madsen(konst.) 2015
- Ulrik Nødgaard 2009-2015
- Henrik Bjerre-Nielsen 1996-2008